# ウィーンフィル・ニューイヤーコンサート1999
ウィーンフィル・ニューイヤーコンサート1999(ドイツ語: Neujahrskonzert der Wiener Philharmoniker 1999)は、ウィーン・フィルハーモニー管弦楽団による1999年のニューイヤー・コンサート。指揮者はロリン・マゼールが務めた（10回目)。

## 概要
- ロリン・マゼールが1996年以来3年ぶり10回目の指揮台に立った。
- 1999年はヨハン・シュトラウス1世没後150年、ヨハン・シュトラウス2世没後100年の年にあたり、演奏曲目もヨハン1世とヨハン2世の曲のみが取り上げられた。
- 上記に加えて、ロリン・マゼールが指揮者を務めて10回目、さらに1900年代最後のニューイヤーコンサートと、多くのアニヴァーサリーが重なるコンサートとなった
- ニューイヤー・コンサートの初登場曲は3曲である。

## 演奏曲目
★はニューイヤー・コンサート初登場曲

### 第１部
- ワルツ「格言詩」 Op.1 (ヨハン・シュトラウス2世)
- 冗談ポルカ Op.72 (ヨハン・シュトラウス2世)　　ソロ・ヴァイオリン：ロリン・マゼール
- ポルカ・マズルカ「心と魂」Op.323 (ヨハン・シュトラウス2世)
- フランツ・リストの主題による熱狂的なギャロップ Op.114（ヨハン・シュトラウス1世)　★
- ワルツ「ウィーンの森の物語」 Op.325 (ヨハン・シュトラウス2世)　　ツィター：ローマン・マルティ＝エーラー
- トリッチ・トラッチ・ポルカ Op.214 (ヨハン・シュトラウス2世)

### 第２部
- 皇帝フランツ・ヨーゼフ1世救命祝賀行進曲 Op.126 (ヨハン・シュトラウス2世)
- ワルツ「ドナウ川の乙女」Op.427 (ヨハン・シュトラウス2世)
- ホプサー・ポルカ Op.26（ヨハン・シュトラウス2世)　★
- ポルカ・マズルカ「気まぐれ」Op.197 (ヨハン・シュトラウス2世)
- パガニーニ風ワルツ Op.11（ヨハン・シュトラウス1世)　★　　ソロ・ヴァイオリン：ロリン・マゼール
- 「こうもり」のカドリーユ（ヨハン・シュトラウス2世)
- ワルツ「芸術家の生活」Op.316 (ヨハン・シュトラウス2世)
- 山賊のギャロップ Op.378（ヨハン・シュトラウス2世）
- ポルカ・フランセーズ「お気に召すまま」Op.372（ヨハン・シュトラウス2世）
- ポルカ・シュネル「雷鳴と電光」Op.324（ヨハン・シュトラウス2世）

### アンコール
- 常動曲 Op.257 (ヨハン・シュトラウス2世)
- ワルツ「美しく青きドナウ」Op.314 (ヨハン・シュトラウス2世)
- ラデツキー行進曲 Op.228 (ヨハン・シュトラウス1世)

## エピソード
- 第1部の「冗談ポルカ」と第2部の「パガニーニ風ワルツ」で、指揮者のロリン・マゼールがソロ・ヴァイオリンを披露している。
- マゼールは第2部の「山賊のギャロップ」でバスドラム、「雷鳴と電光」でシンバルを担当し、打楽器奏者と愉快なかけ合いを演じている。
- コンサート前、マゼールは「ニューイヤー・コンサートへの登場は今回が最後」と発言していた（実際には2005年のニューイヤー・コンサートにも出演）。

## 備考
- コンサートの模様が収録されたCDが､1999年2月上旬にBMGから発売されたが、5曲をカットしている。この5曲は同年発売のコンピレーションアルバム「A NEW YEAR'S WALTZ」でCD化された。LD、DVD等の映像商品は発売されていない。